# روبين إيفان مارتينيز
روبين إيفان مارتينيز أندرادي (بالإسبانية: Rubén Iván Martínez Andrade)‏ (مواليد 22 يونيو 1984) هو لاعب كرة قدم إسباني ، يلعب حاليًا لنادي ديبورتيفو لاكورونيا الإسباني في مركز حراسة المرمى.

## بطولات وإنجازات اللاعب

### على مستوى الأندية

#### برشلونة
- الدوري الإسباني لكرة القدم: 2004–2005.

### على المستوى الدولي

#### إسبانيا تحت 23
- ألعاب البحر الأبيض المتوسط: 2005.

## روابط خارجية
- روبين إيفان مارتينيز على موقع قاعدة بيانات كرة القدم.إي يو (الإنجليزية)
- روبين إيفان مارتينيز على موقع Soccerbase.com (لاعب) (الإنجليزية)
- روبين إيفان مارتينيز على موقع Soccerway.com (الإنجليزية)
- روبين إيفان مارتينيز على موقع عالم كرة القدم.نت (الإنجليزية)
- روبين إيفان مارتينيز على موقع AS.com (الإسبانية)